# Poul Holsøe
Poul Fiedler Holsøe (20. november 1873 i Helsingør – 14. juni 1966 i Gentofte) var en dansk arkitekt, der var stadsarkitekt og borgerrepræsentant i Københavns Kommune. Han er en af de væsentligste eksponenter for nyklassicisme og Bedre Byggeskik.

## Uddannelse
Holsøe var søn af byfogedfuldmægtig, senere overretssagfører Peter Carl Jessen Holsøe (død 1915) og Ragna Fiedler (død 1907). Arkitekten N.P.C. Holsøe var hans farbroder. Familien var knyttet til Helsingør, hvor farbroderen havde tegnet en del huse, og hvor Poul Holsøe voksede op i rokokohuset Stephen Hansens Palæ. Han blev student i Helsingør 1892, gik på Teknisk Skole i København og blev murersvend 1896. Han studerede på Kunstakademiet under Ferdinand Meldahl og Hans J. Holm mellem 1896 og 1903. Han var i studietiden ansat hos Johannes Magdahl Nielsen, H.B. Storck, Hack Kampmann og Hans J. Holm og havde egen tegnestue fra 1904. Omkring 1915 arbejdede han sammen med Jesper Tvede. Holsøe rejste til Italien 1903 og kom siden til de fleste europæiske lande.

## Karriere
Holsøe var leder af Akademisk Arkitektforenings tegnehjælp 1908-12, assistent ved Kunstakademiets Arkitektskole 1909-14, medlem af redaktionsudvalget for Architekten 1916-19, medlem af Københavns Borgerrepræsentation for Den Kommunale Vælgerforening 1917-21, medlem af Vandafledningskommissionen 1921-25, medlem af bestyrelsen for Thorvaldsens Museum 1920-21 og 1924-37, medlem af Akademiraadet 1922-43, medlem af Det Særlige Bygningssyn 1922-43, medlem af tilsynet med Vor Frue Kirke, Stadsarkitekt i Københavns Kommune 1925-43, direktør for Kunstakademiet 1928-31 og 1937-40 samt vicedirektør for Akademiet 1931-34 og 1940-43. Han var tillige medlem af bestyrelsen for Foreningen til Gamle Bygningers Bevaring 1921-43 og af Letterstedtske Forenings danske styrelse 1934-52.
Holsøe modtog Eckersberg Medaillen 1920, præmie fra Fonden til kunstneriske Formaals Fremme 1920, blev æresborger ved Die technische Hochschule, Wien 1935, modtog Akademisk Arkitektforenings æresmedalje 1943 og blev desuden æresmedlem af samme forening 1953. Han var Kommandør af Dannebrogordenen og Dannebrogsmand og dekoreret med udenlandske ordener.
Holsøes tidligste værker, såsom havebyen Grøndalsvænge og Lundeskovsvej 21-23-25 i Hellerup (en del af Studiebyen) er nogle at tidens fineste eksempler på nyklassicisme og Bedre Byggeskik, mens han senere nærmede sig funktionalismen, eksempelvis i skolebygningerne.
Uden selv at være medlem af Den frie Architektforening stod Holsøe i sine yngre år flere af denne forenings medlemmer meget nær. Ligesom disse arbejdede han med en forenklet og selvstændig videreførelse af dansk bygningstradition fra barok og klassicisme. Som stadsarkitekt blev han leder af landets største kollektive arkitekturvirksomhed og har som sådan sammen med de af ham valgte dygtige medarbejdere på afgørende måde præget Københavns og dermed dansk arkitektur og bidraget til at give denne dens præg af kultur hvilende på tradition parret med fornuftig funktionalisme i en noget upersonlig og lidt farveløs udformning. Holsøes største personlige indsats og den, der har betydet mest for byens ansigt, er hans store regulering af Søernes bredder. Hans efterfølger blev F.C. Lund.
Holsøe deltog i en del udstillinger: Charlottenborg Forårsudstilling 1904-06, 1910, 1915-16, 1919-22 og 1925-43, Kunstnernes Efterårsudstilling 1909, Landsudstillingen i Århus 1909, Dänische Ausstellung, Kgl. Kunstgewerbemuseum, Berlin 1910-11; Dansk Utställning, Liljevalchs, Stockholm 1918, Danish National Exhibition, Brooklyn Museum 1927, Bygge- og Boligudstillingen i Forum København 1929, Københavns Rådhushal 1936 (stadsarkitektembedets 50 års jubilæum), udstilling sammesteds 1943 (afsked) og posthum udstilling Nordisk Klassicisme 1919-1930, Kunsthallen Nikolaj, København 1983.
Holsøe giftede sig 20. februar 1903 på Frederiksberg med Karen Margrethe Helsted (9. juli 1877 i Rocca di Papa, Italien – 19. november 1969 i Hellerup), datter af maleren Axel Theophilus Helsted og Emilie Augusta Wolff. Parret er begravet på Frederiksberg Ældre Kirkegård. Han var fader til Torkel Holsøe, der blev professor i skovbrug i USA.

## Værker
- Forslag til husmandshjem i Østjylland (1908, 1. præmie, sammen med Sven Risom)
- Bramstræde 2A-B, Helsingør (1909)
- Pottemagerens hus på Landsudstillingen i Århus (1909, nedrevet)
- Hornbæk Skole, Sauntevej (1910-11, nedrevet 1985)
- Restaurering af Stengade 20, Helsingør (1911)
- Offentligt slagtehus, Helsingør (1913-14)
- Alderdomshjemmet Hammershøj, Trækbanen, Helsingør (1915)
- Herskabsbolig, Marienlyst Badehotel (1915)[1]
- Boligbebyggelse ved Marienlyst, Helsingør (1916-17)
- Eget hus, Bjerregårds Sidevej 7, Valby (1916-17)
- Udstykningsplan og bebyggelse (haveboliger), Højstrup (1918)
- Boligbebyggelse, hjørnet af Strandvejen/Rosbæksvej, Ryvangen (1918-19)
- Stiftelser bl.a. Alderdomshjem for Helsingør Kommune (1918-19, 1919 og 1920-21)[2]
- Bankbygning, Kongens Nytorv 20-22 (1919-20)
- Sommerhus for hofjægermesterinde Beck, Tisvilde Hegn (1919)
- Krigergrav for franske soldater, Helsingør (1920)
- Tapperibygning, Wiibroe, Helsingør (1921, nedrevet 1986)
- 3 enfamiliehuse, Lundeskovsvej 21-23-25, Studiebyen, Hellerup (1923, præmieret af Gentofte Kommune)

### Værker sammen med Jesper Tvede
- Udvidelse af sanglærer Albert Meyers Villa Quinta, Rådhusvej 16/Jensløvsvej 13, Charlottenlund (1913, nu fuldstændig ombygget)[3]
- Projekt til bebyggelse af Mitchellsstræde, Gentofte (1913)
- Projekt til Danmarks bygning på Den baltiske Udstilling, Malmö 1914 (1914, 2. præmie)
- Gravmæle for arkitekt Caspar Leuning Borch, Garnisons Kirkegård (1914, konkurrence)
- Projekt til kommuneskole, Frederikshavn (udstillet 1915)
- Beboelsesejendom, Tuborgvej 44-48/Esthersvej 2-8, Hellerup (1915, vinduer ændret)
- Villa, Teglgårdsvej 47, Skovshoved (præmieret 1915)
- Villa, Skjoldhøj Allé 1, Charlottenlund (1915, stærkt ombygget)[3]
- Havebyen Grøndalsvænge, Brønshøj (1915-28)
- Projekt til havebyen Præstevangen, Utterslev (udstillet 1915)
- Hamlets Vænge i Helsingør. Arbejderboliger for Helsingør Værft, opført af Helsingør Kommune i årene 1917 - 1925.

- Villa for løjtnant Nielsen-Havsgaard, Havslundevej 8, Hellerup (1918, nedrevet 1995)[3]

### Som Københavns stadsarkitekt, sammen med en lang række medarbejdere

#### Offentlige anlæg
- Nødtørftsanstalt, Enghave Plads (1926, sammen med Ib Lunding)
- Busser for Københavns Sporveje (1927, sammen med Ib Lunding)
- Enghaveparken (1928, sammen med Curt Bie, Arne Jacobsen (læskure) og stadsgartner Fabricius Hansen)
- Regulering af Søerne (1928-29, sammen med Emil Engell)
- Sporvogn til Københavns Sporveje (1929-30, sammen med Ib Lunding)
- Regulering af Rådhuspladsen, fodgængertunnel, kiosker mm. (1931, sammen med Emil Engell, ændret)
- Musiktribune, Fælledparken (1931, sammen med Emil Engell)
- Gravsted for faldne danske soldater, Bispebjerg Kirkegård (1940, sammen med F.C. Lund)
- Kloakværk, Strandpromenaden (1941, sammen med Johan Pedersen)
- Salgslokale, Grønttorvet (nu Israels Plads), Frederiksborggade (1941, sammen med Tage Rue, nedrevet)

#### Anlæg for Københavns Vandværk
- Brønshøj Vandtårn, Brønshøjvej (1928-30, sammen med Ib Lunding, fredet)
- Værkstedsbygning, Borups Allé (1928, sammen med Ib Lunding)
- Nedgangstårne til højdebeholderanlæg, Vandtårnsvej 60, Tinghøj (1931, sammen med Curt Bie, fredet)

#### Sociale boliger og institutioner
- Rekonvalescenthjem, Fuglebakken (1926, sammen med Svend Sølling)
- Kommunale institutioner ved Enghaveparken (1929-30, sammen med Curt Bie)
- Aldersrenteboliger, Guldbergs Have (1936-37, sammen med Edvard Kindt-Larsen)
- Aldersrenteboliger, Utterslevgård (1937-38, sammen med Curt Bie)
- Optagelseshjemmet Emdrupgaard (1937, sammen med Hans Christian Hansen)
- Aldersrenteboliger, Sundparken, Øresundsvej (1939-40, sammen med Viggo S. Jørgensen)
- Aldersrenteboliger, Valbyholm (1941-42, sammen med Viggo S. Jørgensen)
- Aldersrenteboliger, Nørrebro Vænge, Sandbjerggade (1942-43, sammen med Hans Christian Hansen)
- Aldersrenteboliger, Skoleholdervej (1942-43, sammen med Knud Holmgaard)
- Børneinstitution, Ringertoften (1942-44, sammen med Erik P. Harpøth)

#### Skoler
- Bavnehøj Skole, Enghavevej/Nathalie Zahles Vej (1928-29, sammen med Tage Rue)
- Klostervængets Skole (Nu Nørre Fælled Skole), Biskop Krags Vænge 7 (1931-32, sammen med F.C. Lund)
- Grundtvigsskolen, Hovmestervej (1937-38, sammen med F.C. Lund)
- Emdrup Skole (Nu Lundehusskolen), Lersø Parkallé 152 (1939-40, 1942-43, sammen med F.C. Lund)

#### Boligbebyggelser
- Enghaveparken (1927-28, sammen med Curt Bie)
- Bogfinkevej (1928-29, sammen med F.C. Lund)
- Sygeplejerskeboliger til Sct. Hans Hospital, Roskilde (1933-34, sammen med F.C. Lund)
- Boligbebyggelse med sygeplejerskeboliger, Tagensvej (1941-42, sammen med Curt Bie)
- Mågevej (1942-43, sammen med Curt Bie)
- Lyrskovgade/Vesterfælledvej (1943-44, sammen med Curt Bie)

#### Øvrige offentlige anlæg
- Enghavevejens Brandstation (1929, sammen med Emil Engell)
- Den hvide Kødby (1931-34, sammen med Tage Rue og Curt Bie, fredet)
- Hans Nansens Gård, Gyldenløvesgade, for Københavns Skatteadministration (1931, 1934-35, sammen med Curt Bie)
- Tilbygning med liggesal til Sundby Hospital (1933)
- Tuberkulosestation, Ingerslevgade (1935-37, sammen med Frode Jørgensen)
- Vaskeribygning, Sundholm (1939-41, sammen med Hans Christian Hansen)
- Badeanstalt og svømmehal, Frankrigsgade, Amagerbro (1943-44, sammen med Curt Bie)

#### Dekorative arbejder
- Gadeskilte (1928-29)
- Skriftsnit til sporvogne (1930, sammen med Ib Lunding)
- Trafiklyset Stoppenaalen på Rådhuspladsen (1931, sammen med Emil Engell)
- Plakatsøjle og kiosk (1931, sammen med Curt Bie)
- Affaldskurv (1935, sammen med Frode Jørgensen)
- Læskur (1935)
- Stander for Københavns Brandvæsen (1937, sammen med Johan Pedersen)
- Flagudsmykning af gader og pladser til kong Christian 10.s regeringsjubilæum (maj 1937, sammen med Curt Bie)